# Itamar (Izrael)
Itamar (hebr.: איתמר) – wieś położona w samorządzie regionu Szomeron, w Dystrykcie Judei i Samarii, w Izraelu.
Leży w centralnej górzystej części Samarii, w pobliżu miasta Nablus w otoczeniu terytoriów Autonomii Palestyńskiej.

## Historia
Osada została założona w 1984 przez grupę żydowskich religijnych osadników.